# طوفان بر فراز پاترا
طوفان بر فراز پاترا فیلمی به کارگردانی و نویسندگی فاروق عجرمه محصول سال ۱۳۴۷ است.

## خلاصه داستان
گروهی راهزن به رهبری لوئیچی پام پا، که مرد شماره دو گروه تبه کاران است، به گاوصندوق یک صاحب معدن دستبرد می زنند. طاهر، که جوان آس و پاسی است از طرف پلیس دعوت می شود تا با همکاری سرگرد کمال راهزن ها را دستگیر کند. پوران، که مأمور مخفی است، از طاهر مراقبت می کند تا آسیبی به او نرسد. طاهر به عنوان قاچاق چی اسلحه با پام پا، جین را می رباید و به مخفی گاه شان می برد…

## بازیگران
- محمدعلی فردین
- پوران
- پیتر گراس
- فدا راسیموف
- کواکب
- کریستین ژوزانی
- راندا
- ابراهیم خان
- علائین
- شماس
- آلن شامن
- تئو لاما
- فیلیپ عقیقی
- خلیل نوییری
- حسن بنت
- احمد الروری
- هانا هانا
- عدنان بایری
- عبدو آواد
- پایک کوپت